# Ragna Thiis Stang

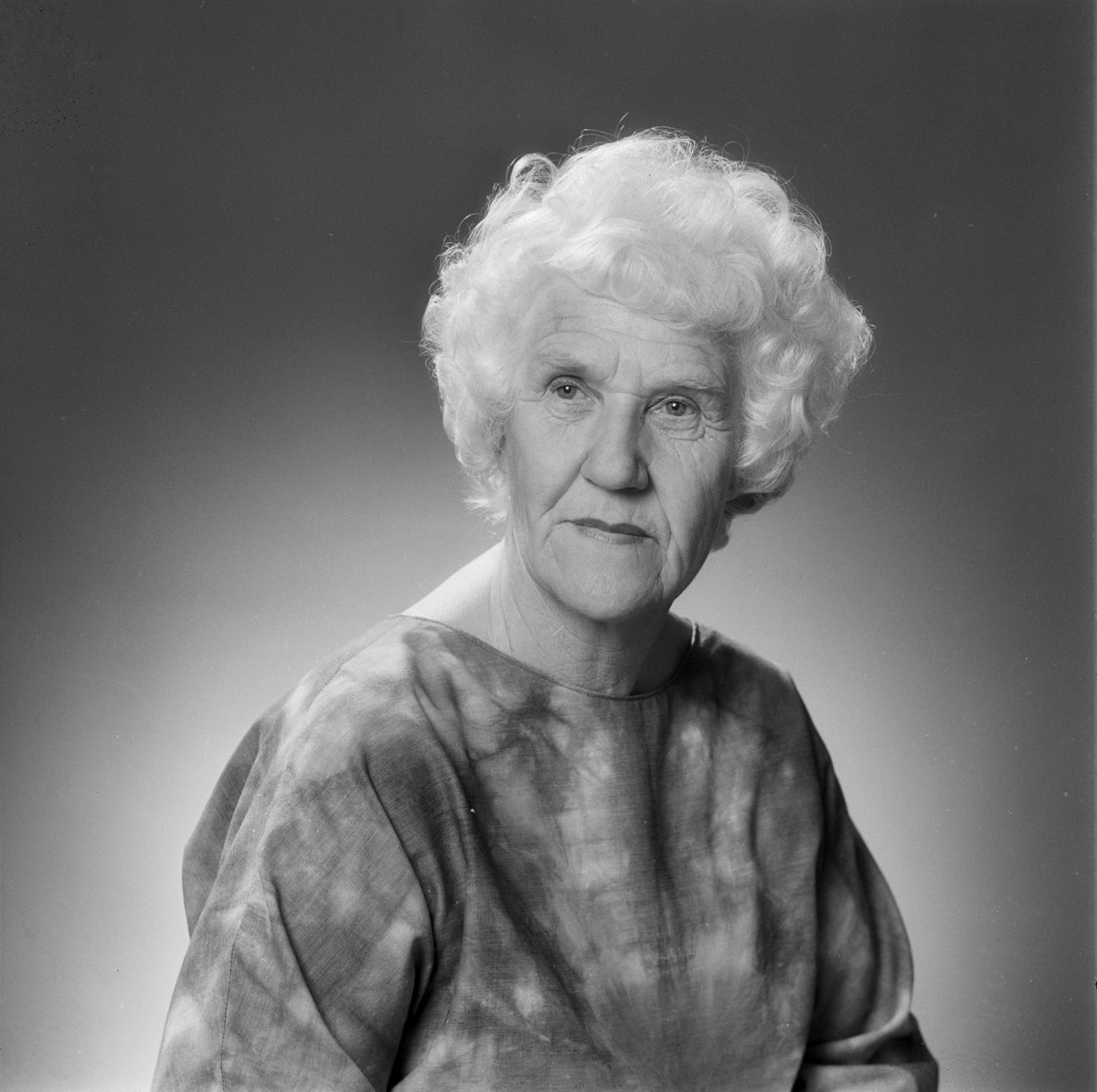
Ragna Thiis Stang (1909–1978), Fotografie 1977

Ragna Thiis Stang, geboren als Ragna Thiis (* 15. September 1909 in Christiania (Oslo); † 29. März 1978 in Kenia) war eine norwegische Kunsthistorikerin und Museumsleiterin. Sie folgte ihrem Vater Jens Thiis in der Wahl von Studium und Beruf und im Interesse an der Kunst sowohl der italienischen Renaissance als auch der norwegischen Moderne. Sie förderte in Schrift und Wort das Verständnis für das Werk Edvard Munchs und Gustav Vigelands und leitete die ihnen gewidmeten Museen der Stadt Oslo. Ragna Stangs Bücher, von denen sie viele gemeinsam mit ihrem Ehemann Nic. Stang verfasste, richten sich an ein breites Publikum. Sie wurden in Norwegen als Schulbücher eingesetzt und in verschiedene europäische Sprachen übersetzt. Ragna Stang starb bei einem Besuch bei ihrer Tochter, die in Kenia humanitäre Hilfe leistete, durch einen Verkehrsunfall.

## Leben

### Eltern und Geschwister

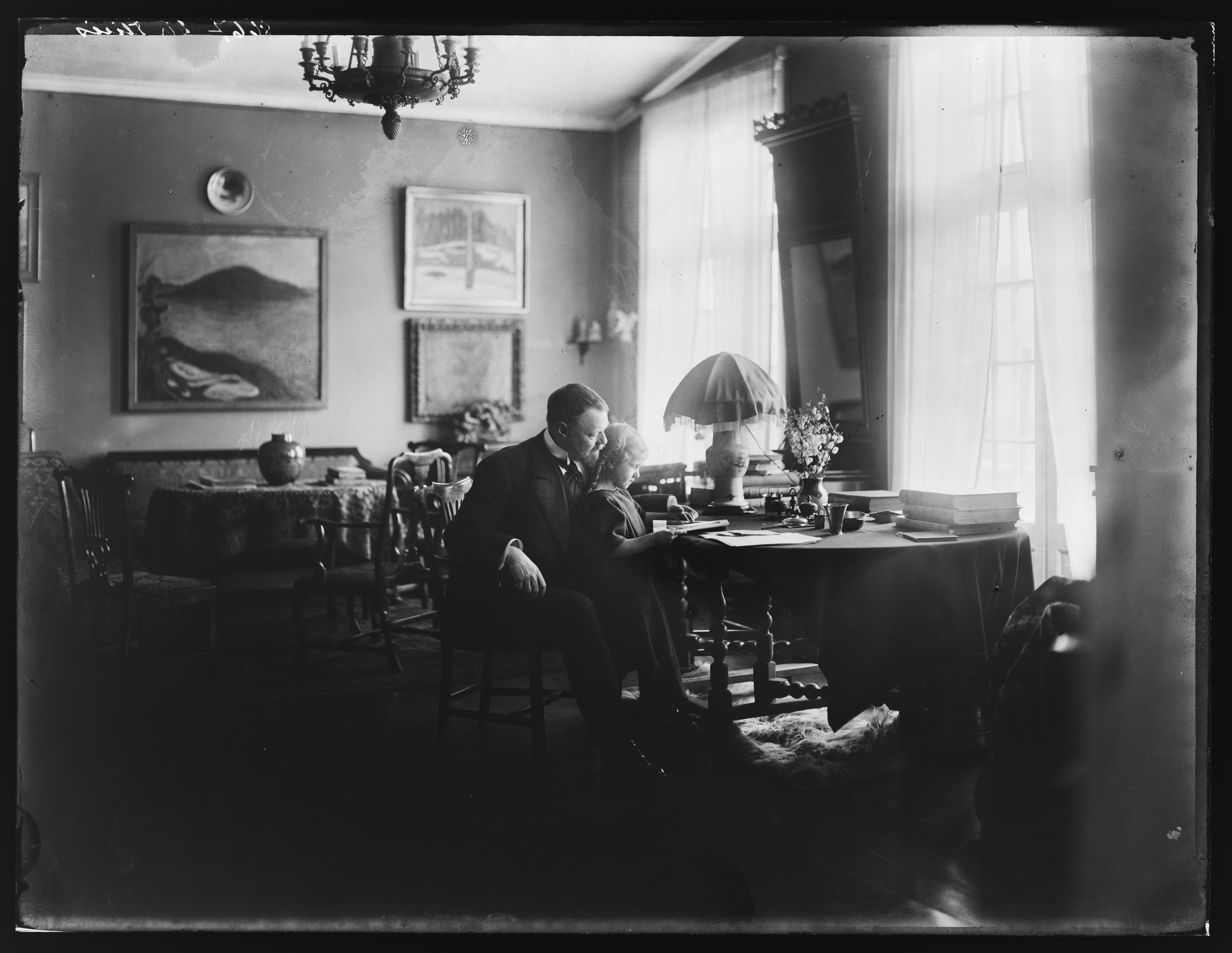
Jens Thiis und Ragna Thiis, um 1912

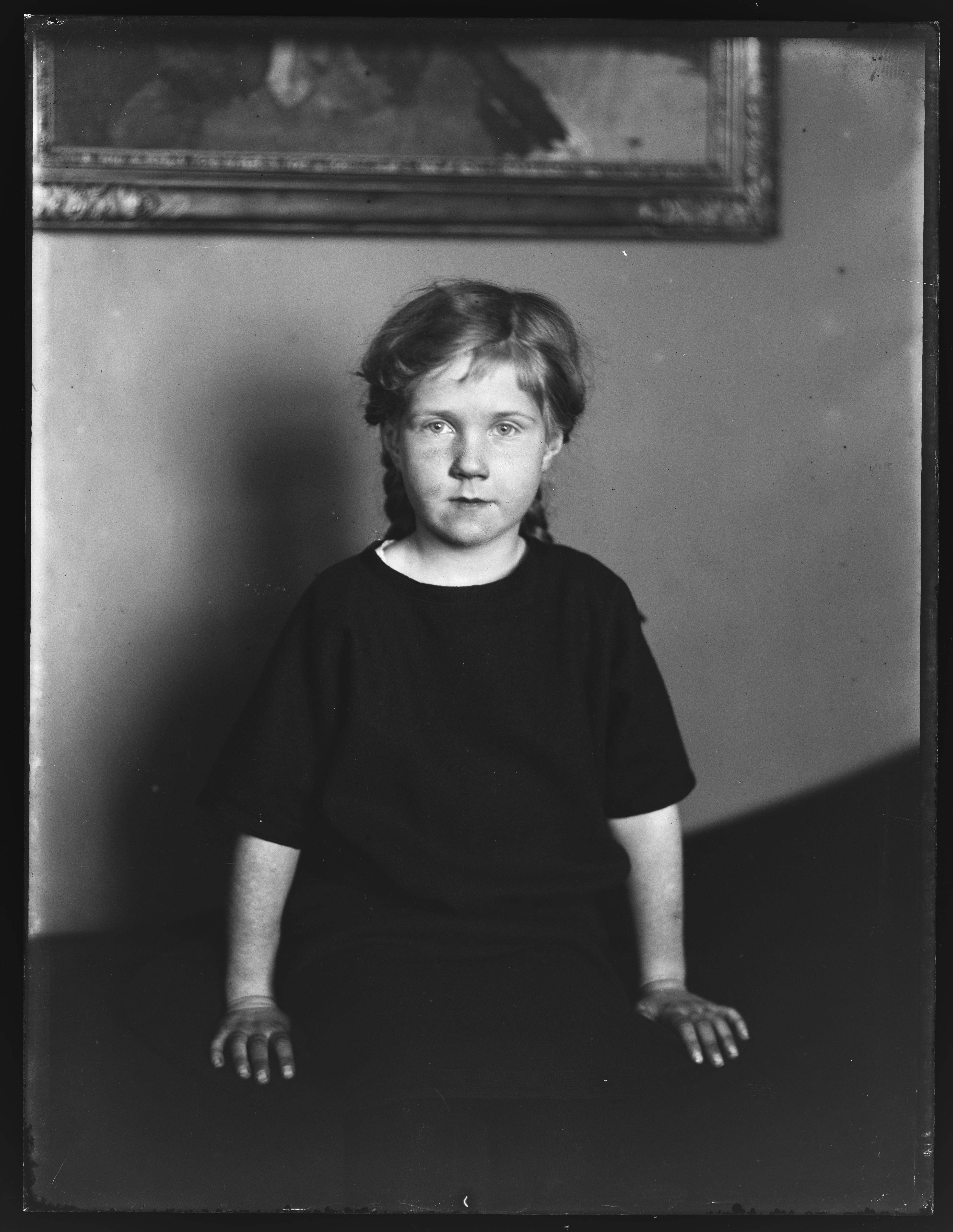
Ragna Thiis, 1912

Ragna Thiis war das jüngste Kind des Kunsthistorikers und Museumsleiters Jens Thiis (1870–1942) und der Ragna Vilhelmine Dons (1870–1939), Enkelin der Schriftstellerin Vilhelmine Ullmann. Ihre Geschwister waren Eva (* 1896 in Paris), Helge (* 1897 in Trondheim) und Else (* 1898 in Trondheim). Helge Thiis wurde Architekt und Dombaumeister des Nidarosdoms. Else Thiis heiratete den Archäologen und Museumsdirektor Sigurd Grieg.
Vater Jens Thiis war Direktor des Trondheimer Nordenfjeldske Kunstindustrimuseums. 1908 übernahm er die Leitung von Statens Kunstmuseum (Staatliches Kunstmuseum), 1920 in Nasjonalgalleriet (Nationalgalerie) umbenannt; und die Familie zog nach Kristiania (Oslo) um und wohnte in Oscarsgate 1a 1. Stock (1910), später in Staffeldts gate 6 (1920).

### Ausbildung
Nach dem Abitur (examen artium) 1929 „trat Ragna Thiis in die Fußstapfen ihres Vaters“ und studierte Kunstgeschichte an der Universität Oslo. Während ihrer Studienzeit unternahm sie Reisen nach Belgien, Frankreich, Deutschland und Griechenland. 1934–1935 verbrachte sie einige Monate am Schwedischen Archäologischen Institut in Rom. 1937 schloss sie ihr Studium der Kunstgeschichte mit den Nebenfächern Klassische Archäologie und Französisch mit dem Magistergrad (mag. art.) ab. Ihre Magisterarbeit behandelte Piero della Francesca „als einen Erneuerer der italienischen Kunst“. Mit 28 Jahren war sie bereits eine „für ihre Zeit weitgereiste und europäisch orientierte“ Intellektuelle.

### Ehe und Kinder
Ragna Thiis heiratete am 6. Januar 1934 in Oslo den klassischen Philologen und späteren Kunsthistoriker Nicolay Milberg Stang, genannt Nic. Stang (* 21. April 1908 in Kristiansand; † 15. Juli 1971 in Rostock). Der Sohn des Rektors Johan Ludvig Heyerdahl Stang (1874–1945) und der Emilie („Milly“) Charlotte Milberg (1876–1965) hatte zum Zeitpunkt der Heirat soeben sein Lateinstudium mit dem Magistergrad abgeschlossen, arbeitete an seiner Doktorarbeit und verdiente seinen Lebensunterhalt als Aushilfslehrer. Ab 1935 war er für den Verlag von Johan Grundt Tanum als Übersetzer, Lektor und Autor tätig.
Aus der Ehe gingen zwei Töchter hervor. Tove Thiis Stang (* 1938) wurde Juristin, heiratete 1960 den Historiker Hans Fredrik Dahl und wurde unter dem Namen Tove Stang Dahl als Expertin für Familien- und Kinderrecht bekannt. Nina Thiis Stang (* 1944) arbeitete für das Friedenscorps und für Norad (Norwegian Agency for Development Cooperation) in Uganda und Kenia, wo sie elternlose und benachteiligte Kinder betreute.

### 1940er-Jahre
Ragna Thiis Stang startete ihre Museeumskarriere im Norsk Folkemuseum, wo sie 1938–1944 als lektor (Dozentin) beschäftigt war. In den 1940er-Jahren begann auch ihre schriftstellerische Tätigkeit. Zusammen mit Leif Østby verfasste sie 1940 für die Reihe De tusen hjems bibliotek (Bibliothek der tausend Häuser) im Gyldendal Norsk Forlag eine Kunstgeschichte der ganzen Welt (Verdens kunsthistorie), die 1979 neu aufgelegt wurde. Später lieferte sie einen großen Beitrag zum mehrbändigen Werk, das unter dem gleichen Namen im Aschehoug Verlag erschien. In dieser Verdens kunsthistorie stammen Band 4 (Barock, Rokoko und Klassizismus) und große Teile von Band 3 (Hochrenaissance) aus ihrer Feder. Und es entstanden die ersten Bücher, die das Ehepaar Stang gemeinsam verfasste und die sich an ein breiteres Publikum wenden, wie eine Skizze zur Geschichte des Stils.
Während der Besatzungszeit beteiligte sich Nic. Stang an Spionageaktionen gegen die deutsche Marine, was im November 1940 zu seiner Verhaftung führte. Während ihr Mann mehr als zwei Jahre lang inhaftiert war (bis April 1943), musste Ragna für sich und Tochter Tove allein sorgen.

### Vigeland-Museum
Ab 1947 war Ragna Stang als Konservator die verantwortliche Leiterin des neu gegründeten Vigeland-Museums. Im Museum, das im ehemaligen Atelier und Wohnhaus des Bildhauers Gustav Vigeland eingerichtet wurde, ordnete und katalogisierte sie den Nachlass und organisierte Ausstellungen. „Die Aufgabe im Vigeland-Museum war eine heikle. Vigeland war vier Jahre zuvor gestorben, aber sein Lebenswerk war noch nicht vollendet, und seine Kunst war umstrittener und verpönter denn je.“ Mit taktvoller Beharrlichkeit, mustergültiger Präsentation der Museumsobjekte und „einem umfangreichen Werk in Wort und Schrift gelang es ihr, die öffentliche Meinung zu verändern.“
Sie veröffentlichte eine Reihe von Büchern über Vigeland: 25 nordmenn sett av Gustav Vigeland (1949), Om kunst og kunstnere (Vigelands Ansichten über Kunst, 1955), Gustav Vigeland. En kunstner og hans verk (umfangreiche Biografie, 1965) und Skulpturparken på Frogner (Vigelands Skulpturenpark, 1966). Die letzten beiden Werke wurden in mehrere Sprachen übersetzt, nicht nur deutsch und englisch. In ihren Büchern über Vigeland gehen Engagement und Einfühlungsvermögen eine ausgewogene Verbindung mit der wissenschaftlichen Nüchternheit der Kunsthistorikerin ein.
In diese Zeit fällt auch Ragna Stangs pädagogische Arbeit im strengen Sinne, nämlich an der Teaterskole (1947), an der Statens kunstakademi (1948) und an der Universität Oslo (1953–1954 und 1958–1959). Sie war 1938–1939 Vorsitzende des Kunsthistorisk forening (Kunsthistorikerverband) und 1949–1951 Vorstandsmitglied des Vereins Kunst i skolen (Kunst in der Schule).
In den 1950er und 1960er Jahren führte das Ehepaar Stang ein offenes Haus, das zu einem regelmäßigen Treffpunkt für Künstler, Wissenschaftler und Intellektuelle wurde. Finn Gustavsen hat in seinen Memoiren ein lebendiges Bild davon gezeichnet, wie zentral dieser Treffpunkt für die Linke dieser Jahre war.

### Promotion
Ragna Thiis Stang, Zeichnung 1959
© Anne Raknes/BONO, NTB Scanpix ※.

Link zum Bild

Mehr als zwanzig Jahre nach dem Erwerb des Magistergrads promovierte das Ehepaar Stang, und zwar gewissermaßen gemeinsam. Beide beschäftigten sich intensiv mit der italienischen Renaissance und unternahmen in den Jahren 1951–1952, 1953 und 1957–1958 Studienreisen nach Italien. Die Dissertation von Nic. Stang Kunstens vilkår i borgerrepublikken (Die Bedingungen der Kunst in der Bürgerrepublik) 1956 bildete den ersten, Ragnas Dissertation De store billedhuggere og borgerrepublikken (Die großen Bildhauer und die bürgerliche Republik) 1959 den zweiten Band des unter dem Titel Livet og kunsten i ungrenessansens Firenze (Leben und Kunst im Florenz der Frührenaissance) gemeinsam herausgegebenen Werkes. Es erschien 1960 im Tanum-Verlag, Nics Arbeitgeber. Im selben Jahr wurde Ragna zum Doktor der Philosophie promoviert.
Ragna Thiis, die in ihrer Abhandlung neben Donatello auch Lorenzo Ghiberti und Nanni di Banco hervorhob, wurde für ihre Detailgenauigkeit und ihren klaren Stil gelobt und für die gelegentlich mangelhafte Struktur und Zielstrebigkeit getadelt. Das Werk der beiden Autoren wurde, obwohl es ein für die Kunstgeschichte zentrales Thema umfassend behandelt, noch nicht in eine internationale Sprache übersetzt. Dies wurde damit erklärt, „dass die beiden Autoren irgendwie in ein Vakuum zwischen der etablierten Vorkriegsgeneration und der aufkommenden, kritischen jüngeren Generation der Italienreisenden geraten sind.“

### Städtische Kunstsammlungen
Nach 19 Jahren im Vigeland-Museum wechselte Ragna Stang 1966 in die Stadtverwaltung von Oslo als Leiterin aller städtischen Kunstsammlungen (Oslo kommunes kunstsamlinger). Dazu gehörten, neben anderen Kunstschätzen, das Vigeland-Museum, der Vigelandsanlegget – das ist der Skulpturengarten im Frognerpark mit 212 Werken von Gustav Vigeland – sowie das Munch-Museum in Tøyen. Der Schwerpunkt ihrer Tätigkeit war nun Edvard Munch, dessen Werk sie „in der ganzen Welt durch ein großzügiges Programm von großen und kleinen Ausstellungen“ präsentierte, auch durch Ausleihungen an regionale Museen und an die norwegischen Auslandsvertretungen.
Sie organisierte einen Wettbewerb für künstlerische Gestaltung in der Stadt Oslo, den ersten seit 20 Jahren, und veranlasste die Stadtverwaltung zum Erwerb von Kunstwerken, die dann in öffentlichen Gebäuden angebracht wurden. Auch der Erwerb von Naum Gabos Construction, „eines der bedeutendsten Kunstwerke der Stadt“, geht auf ihre Initiative zurück. „Mit ihrer Offenheit, Wärme und Stärke konnte sie Probleme lösen“ und Personalstand und Budget ihrer Behörde beträchtlich erhöhen, wobei ihre „Persönlichkeit und ihr Arbeitsstil nicht sehr bürokratisch waren.“
Ragna Stangs Direktion wurde im Frühjahr 1968 durch die Revold-Affäre überschattet. Reidar Revold, Erster Kurator des Munch-Museums, gestand den Diebstahl von drei Munch-Lithografien, die er im Kunsthandel zum Verkauf angeboten hatte, wo sie Pål Hougen entdeckt und als Museumsbesitz identifiziert hatte. Ragna Stang gab sich mit Revolds Rücktritt zufrieden und wollte angesichts seiner jahrelangen Leistungen für das Museum von einer Anzeige absehen, wofür sie von Stadtverwaltung und Presse harsch kritisiert wurde. Im nächsten Monat stiegen die Besucherzahlen im Museum um mehr als zehn Prozent an.
1971 übergab Ragna Stang die Direktion an Pål Hougen und war ab dann nur mehr beratend tätig. Als Konsulent setzte sie ihre Beschäftigung mit Munch fort und das Ergebnis war 1977 die umfassende Studie Edvard Munch. Mennesket og kunstneren (Der Mensch und der Künstler), ein Standardwerk, das in mehrere Sprachen übersetzt wurde. Die „bisher umfangreichste Munch-Monographie“ wertet „die zahlreichen Briefe, Notizen und Schriften Munchs und seine künstlerische Arbeit“ aus und beinhaltet 370 Zitate von und über ihn.
Die Übersetzungen des Munchbuches in den folgenden Jahren konnte seine Autorin nicht mehr erleben. Im März 1978 besuchte Ragna Thiis ihre jüngere Tochter Nina in Kenia, wo diese humanitäre Arbeit mit elternlosen und benachteiligten Kindern leistete. Am 29. März verunglückten die beiden tödlich auf der Straße von Nairobi nach Mombasa. Mutter und Tochter wurden auf dem Friedhof Vestre gravlund in Oslo begraben, im elterlichen Familiengrab von Jens und Ragna Thiis.

## Würdigung
Ragna Thiis Stang vereinte in sich eine großzügige Persönlichkeit und eine nüchterne Forscherin, noch gesteigert durch die bereichernde Zusammenarbeit mit ihrem Ehemann Nic. Sie verwaltete das Erbe der großen norwegischen Künstler Munch und Vigeland mit wissenschaftlicher Strenge und voll Verständnis für die verschlungenen Pfade der künstlerischen Kreativität. Ihre Kenntnis der europäischen Moderne und ihre wissenschaftliche Distanz zu ihrem Forschungsgegenstand bewahrten sie vor Provinzialismus und Geniekult.

## Zitat
Von Ragna Thiis Stang stammt die „beste Definition von Kunst im Norwegischen“ – laut Pål Hougen, der ihren Nachruf im Arbeiderbladet verfasste:

«Kunst er å øke vår bevissthet om åt vi lever.»

„Kunst bedeutet, unser Bewusstsein dafür zu schärfen, wie wir leben.“

## Werke (Auswahl)
(Quellen:)
- En fornyer i italiensk kunst, Piero della Francesca. (Ein Erneuerer der italienischen Kunst, Piero della Francesca.) Magisterarbeit, Universität Oslo, 1937.
- Mit Leif Østby: Verdens kunsthistorie. (Kunstgeschichte der Welt.) Gyldendal, Oslo 1940.
  - Neue Ausgabe: Vår verdens kunsthistorie. (Die Kunstgeschichte unserer Welt.) 1979.
- Mit Nic. Stang: Stil. Et riss av stilens historie. (Stil. Eine Skizze zur Geschichte des Stils.) J. G. Tanum, Oslo 1941. Neuauflage 1963.
- 25 nordmenn sett av Gustav Vigeland. (25 Norweger aus der Sicht von Gustav Vigeland.) 1949.
- Barokk, rokokko og klassisisme. (Barock, Rokoko und Klassizismus.) Band 4 von Einar Lexow, Henrik Grevenor, Anders Bugge: Verdens kunsthistorie. Aschehoug, Oslo 1949.
- Mit Reidar Kjellberg: Renessanse. (Renaissance.) Band 3 von Einar Lexow, Henrik Grevenor, Anders Bugge: Verdens kunsthistorie. Aschehoug, Oslo 1951.
- Mit Gustav Vigeland: Om kunst og kunstnere. (Über Kunst und Künstler.) J. G. Tanum, Oslo 1955.
- De store billedhuggere og borgerrepublikken Firenze. (Die großen Bildhauer und die bürgerliche Republik von Florenz.) Dissertation, 1959. Zugleich Band 2 von Ragna und Nic. Stang: Livet og kunsten i ungrenessansens Firenze. (Leben und Kunst im Florenz der Frührenaissance.) J. G. Tanum, Oslo 1960.
- Gustav Vigeland. En kunstner og hans verk. (Gustav Vigeland. Ein Künstler und seine Werke.) J. G. Tanum, Oslo 1965. Neuauflage 1969.
  - Deutsche Ausgabe: Gustav Vigeland: der Künstler und sein Werk.  Übersetzt von Gertrud Brock-Utne. Tanum, Oslo 1967 (Inhaltsverzeichnis).
  - Englische Ausgabe: Gustav Vigeland: the Sculptor and his Works. J. G. Tanum, Oslo 1965.
- Skulpturparken på Frogner. (Der Skulpturenpark bei Frogner.) Tanum, Oslo 1966.
  - Deutsche Ausgabe: Der Skulpturenpark in Oslo. Übersetzt von Gertrud Brock-Utne. Tanum, Oslo 1968. Neuauflagen 1972 und 1977 als Gustav Vigeland und der Skulpturenpark in Oslo.
  - Englische Ausgabe: The Vigeland sculpture park in Oslo. Tanum, Oslo 1966.
  - Französische Ausgabe: Le parc de sculptures de Gustav Vigeland. Übersetzt von Luce Hinsch. Tanum-Norli, Oslo 1970.
- Edvard Munch. Mennesket og kunstneren. (Edvard Munch. Der Mensch und der Künstler.) Aschehoug, Oslo 1977.
  - Deutsche Ausgabe: Edvard Munch. Der Mensch und der Künstler. Übersetzt von Ehrhardt Neumann. Karl Robert Langewiesche, Nachfolger Hans Köster, Königstein im Taunus 1979, ISBN 3-7845-9360-7.
  - Englische Ausgabe; Edvard Munch. the man and the artist. Übersetzt von Geoffrey Culverwell. Gordon Fraser, London 1979.
  - Amerikanische Ausgabe: Edvard Munch. the Man and his Art. Vorwort von John Boulton Smith. Abbeville Press, New York 1979.
  - Schwedische Ausgabe: Edvard Munch. Människan och konstnären. Forum, Stockholm 1977.
  - Dänische Ausgabe: Mennesket og kunstneren Edvard Munch. Politikens Forlag, Kopenhagen 1978.